# Our Ill Wills
Our Ill Wills a Stockholmban alakult, indie rock zenét játszó Shout Out Louds nevű együttes második stúdióalbuma.

## Az album dalai
1. "Tonight I Have to Leave It" – 3:33
2. "Your Parents Livingroom" – 3:51
3. "You Are Dreaming" – 3:29
4. "Suit Yourself" – 2:57
5. "Blue Headlights" – 4:07
6. "Impossible" – 6:48
7. "Normandie" – 3:22
8. "South America" – 5:01
9. "Ill Wills" – 1:49
10. "Time Left for Love" – 3:15
11. "Meat Is Murder" – 2:14
12. "Hard Rain" – 7:26

### Bónusz számok
- "Don't Get Yourself Involved" – 4:11 (svéd digipack kiadáson, "Meat Is Murder" és a "Hard Rain című számok között".)
- "Bicycle" – 2:25 (LP verzión, mint 13. szám)

## Kislemezek
- "Tonight I Have to Leave It," 2007. április 9.
- "Impossible," 2008. április 8.